# S.O.S. Télé
S.O.S. Télé était une émission d'affaires publiques québécoise animée par Yves St-Gelais et diffusée sur les ondes de Télévision Quatre-Saisons du 7 septembre 1988 au 1er septembre 1989,. Cette émission avait pour objectif d'aider le grand public à résoudre des problèmes de leur vie quotidienne

## Concept
L'idée derrière S.O.S. Télé est d'aider les personnes confrontées à divers problèmes et difficultés. Chaque semaine, Monsieur S.O.S. intervient avec sa brigade à bord de la S.O.S. Mobile pour apporter des solutions. Vêtu d'un costume jaune et arborant la moustache, il utilise sa caméra pour filmer les responsables des situations problématiques et les inciter à résoudre les problèmes. L'émission adopte un ton amusant et cherche à mettre en vedette un large éventail de personnes.

## Historique

### Une émission de dépannage prometteuse
Au mois de juin 1988, le diffuseur TQS convie les journalistes à une projection du pilote d'une nouvelle émission intitulée S.O.S. Télé,. Présentée comme une émission de dépannage, elle invite le public à soumettre ses problèmes, auxquels Monsieur S.O.S. et sa brigade tenteront de trouver des solutions.
Le producteur René Ferron promet que chaque épisode abordera quatre problèmes différents et assure qu'un suivi sera assuré dans les semaines à venir si certains problèmes ne sont pas résolus. Les critiques semblent apprécier le ton bon enfant de l'émission, soulignant également que le montage rapide et la musique humoristique apportaient une grande dynamique à l'ensemble,.
Au mois de septembre 1988, il est annoncé que l'émission S.O.S. Télé sera diffusée les mercredis à 19 h 30, et que le diffuseur a commandé 39 épisodes de 22 minutes. On précise également que l'équipe est composée de 17 personnes, dont 6 reporters-analystes chargés de lire les lettres soumises par le public, de les analyser et de préparer les interventions à venir dans l'émission.

### Changements et fin abrupte
Au mois de février 1989, sans donner de raison spécifique, l'émission change de case-horaire et est désormais diffusée le vendredi à 19 h 30, au lieu du mercredi.
Au mois de février 1989, il est rapporté que le réseau TQS est en négociation avec René Ferron en vue de reconduire l'émission S.O.S. Télé pour une deuxième saison. Ferron exprime son impatience à parvenir à un accord rapidement. En attendant, la diffusion de l'émission se poursuit pendant l'été avec des épisodes spéciaux qui font le suivi de certains cas traités au cours de la saison.
Cependant, le 1er septembre 1989 marque la diffusion du dernier épisode de S.O.S. Télé. Elle fut remplacée par une version prolongée de l'émission humoristique 100 Limite.

## Les coulisses deS.O.S. Télé
Au mois de septembre 1988, le directeur de production Jean Lanoix explique les trois conditions essentielles pour qu'une demande du public soit sélectionnée et diffusée dans l'émission S.O.S. Télé. Tout d'abord, le problème à résoudre doit répondre aux exigences télévisuelles en termes de captation. Ensuite, l'équipe de l'émission doit disposer des ressources et des méthodes nécessaires pour aborder et résoudre le problème soumis. Enfin, il est primordial que l'équipe puisse élaborer un scénario qui reflète les étapes et l'évolution du dossier à l'écran.
Lanoix indique que la production de S.O.S. Télé reçoit en moyenne entre 200 et 300 lettres par semaine de personnes souhaitant soumettre leurs problèmes. Il précise également que pour chaque problème sélectionné et diffusé à l'écran, il faut généralement entre 20 et 100 appels téléphoniques pour parvenir à sa résolution.
Selon lui, les problèmes les plus complexes et difficiles à résoudre sont ceux impliquant un conflit avec une entreprise ou un organisme. Dans ces cas-là, il est souvent difficile d'obtenir leur collaboration, ce qui nécessite de l'équipe de l'émission une grande ténacité et conviction pour parvenir à une collaboration.
Lanoix jure aussi que l'émission ne solutionnera jamais deux fois le même type de problème, puisque les cas résolus doivent servir d'exemple pour les problèmes jugés similaires. Il insiste sur le fait que S.O.S. Télé ne résoudra jamais deux fois le même type de problème. Selon lui, chaque cas résolu doit servir d'exemple pour les problèmes similaires soumis par le public.

## Accueil critique
S.O.S. Télé a suscité des réactions mitigées parmi les journalistes, qui ont exprimé des opinions divergentes à son sujet. Certains ont apprécié le ton sympathique de l'émission, louant son approche chaleureuse et divertissante. Cependant, d'autres ont critiqué le caractère abrutissant de l'émission, la jugeant dénuée de contenu éducatif ou intellectuel.

« On ne sait plus s’il faut rire ou pleurer de cette conception d’un Batman burlesque qui réussirait là ou des psychologues, des avocats ou des travailleurs sociaux auraient échoué. Mais S.O.S Télé, qui se distingue aussi par un rythme entraînant et une vivacité de caméra plutôt rare, représente l’étape actuelle du développement télévisuel. […] Trop burlesque pour être toujours crédible, l’émission fait pourtant la preuve qu’on peut effectivement et concrètement régler certains problèmes sociaux... en autant qu’on puisse insérer le problème dans le cadre réducteur d’une émission qui se veut d’abord un spectacle. »

— Paul Cauchon, Le Devoir

« Monsieur S.O.S. est donc devenu le chevalier tenace exigeant réparation des torts causés aux citoyens, mais un chevalier jaune et bleu au physique déroutant, qui manœuvre le sourire aux lèvres avec ses coéquipiers armés de petites caméras.  C'est efficace, étonnant, nouveau, amusant, bien fait. Bref, il y a tout ce qu'il faut dans cette émission pour satisfaire les téléspectateurs »

— Raymond Bernatchez, Télé-Presse

« Toujours souriant, jamais menaçant, mais voilà, il a sa caméra qui filme les responsables de nos malheurs. […] Le style de l'émission est amusant, comme peut l'être celui de Caméra 88. Chez la restauratrice en panne, on a filmé une bande de clientes scandant: "Au secours, M. SOS!". On se croirait dans la publicité du Bon Marché. L'idée, c'est de mettre le plus de monde à l'écran. »

— Louise Cousineau, La Presse

## Prix et distinctions
S.O.S. Télé a été récompensée du prix de la Meilleure émission d'information au Canada lors du Banff Television Festival de 1990.

## Autour deS.O.S. Télé
- Le réalisateur renommé Jean-Marc Vallée, connu pour ses films acclamés tels que C.R.A.Z.Y. et Dallas Buyers Club, a exercé le rôle de caméraman pour l'émission[12].
- Le chroniqueur et animateur Jean-Sébastien Girard a participé à un épisode de S.O.S. Télé lorsqu'il avait 13 ans. L'équipe de l'émission s'était rendue chez lui pour l'assister dans la résolution de son problème de peur dans le noir[13]. Girard a évoqué cette expérience à plusieurs reprises, notamment à l'émission La soirée est (encore) jeune et dans son spectacle humoristique intitulé Un garçon pas comme les autres[14]. L'épisode a été diffusé le 26 mai 1989[15].